# Томас Култер
Томас Култер з Дандолка (1793–1843) — ірландський лікар, ботанік і мандрівник XIX століття, член Королівської ірландської академії, співробітник Триніті-коледжу в Дубліні, де він у 1840 році заснував гербарій. Найбільше він відомий своїми ботанічними дослідженнями Мексики, Аризони та Верхньої Каліфорнії на початку 1800-х років.
Працюючи лікарем у британської компанії Реал де Монте (ісп. Real Compañía Minera de Monte) в Мексиці (з 1824 до приблизно 1829 року), збирав колекції рослин і передавав їх у Ірландський національний ботанічний сад у Гласневіні, поблизу Дубліна.
У 1831—1883 роках займався майже виключно пошуком нових рослин.
Култер повернувся до Ірландії у 1834 році та згодом став хранителем гербарію в дублінському Триніті-коледжі.
Він листувався з Чарльзом Дарвіном.
Іменем Култера названі роди рослин Культерофітум (Coulterophytum) B.L.Rob. родини Зонтичні та Культерелла (Coulterella) Vasey et Rose родини Айстрові, а також багато видів, серед яких — Сосна Култера (Pinus coulteri) D.Don.